# پاوله دلیباشیک
پاوله دلیباشیک (انگلیسی: Pavle Delibašić؛ زادهٔ ۳۰ نوامبر ۱۹۷۸) بازیکن فوتبال اهل صربستان است.
از باشگاه‌هایی که در آن بازی کرده است می‌توان به باشگاه فوتبال چوکاریچکی، باشگاه فوتبال چونگ‌کینگ دنگ‌دای لیفان، باشگاه فوتبال ناپرداک کروشواتس، و باشگاه فوتبال تئوتا اشاره کرد.